# Isohypsibius ladogensis
Isohypsibius ladogensis är en djurart som tillhör fylumet trögkrypare, och som beskrevs av Denis Tumanov 2003. Isohypsibius ladogensis ingår i släktet Isohypsibius och familjen Hypsibiidae. Inga underarter finns listade i Catalogue of Life.